# ديف هاس
ديف هاس (بالإنجليزية: Dave Haas)‏ هو لاعب كرة قاعدة أمريكي، ولد في 19 أكتوبر 1965 في إنديبندنس في الولايات المتحدة.

## وصلات خارجية
- ديف هاس على موقعبيزبول رفرنس.كوم (الدوري الرئيسي) (الإنجليزية)
- ديف هاس على موقعبيزبول رفرنس.كوم (الدوري الثانوي) (الإنجليزية)